# Josef Pontiller

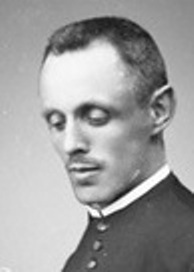
P. Edmund Pontiller (um 1925)

Josef Pontiller, Ordensname Edmund (* 4. November 1889 in Göriach bei Dölsach; † 9. Februar 1945 in München-Stadelheim) war Benediktiner und Gegner des Nationalsozialismus. Er wurde vom NS-Regime wegen Wehrkraftzersetzung angeklagt, zum Tode verurteilt und enthauptet. Er gilt als Märtyrer der römisch-katholischen Kirche.

## Leben
Josef Pontiller besuchte die Oblatenschule der Benediktiner in Volders, trat 1912 dem Benediktinerorden bei und nahm den Ordensnamen Edmund an. Er absolvierte sein Theologiestudium und wurde 1916 zum Priester geweiht. Danach war er im erzieherischen Bereich tätig, zunächst in Innsbruck, dann in Kirchschletten als Präfekt der Lehrlingsanstalt des Klostergutes der Benediktinerabtei in Niederaltaich sowie in der Abtei.
Im Oktober 1936 drohte ihm wegen „Kanzelmißbrauches“ die Verhaftung durch die Gestapo. Daraufhin versetzten ihn seine Mitbrüder aus Sicherheitsgründen in die Benediktinerabtei Lambach in Oberösterreich. Nachdem das NS-Regime im März 1938 in Österreich einmarschiert war, musste er erneut flüchten, diesmal in das Benediktinerkloster von Bakonybél in Ungarn. 1940 war er Hauskaplan von Stephanie von Belgien, der früheren Kronprinzessin Österreich-Ungarns, dann ab 1940 Schlosskaplan bei Baron Biedermann. Seine scharfe und anhaltende Kritik am NS-Regime führte schließlich dazu, dass er im Mai 1944 von der Gestapo entführt und nach Wien verschleppt wurde. Im Oktober wurde er angeklagt wegen Rundfunkverbrechens, Wehrkraftzersetzung und Feindbegünstigung. Hauptbeweismittel war ein Brief, den Pontiller 1942 an den Benediktinerabt von Pannonhalma gerichtet hatte. Darin kritisierte er die Politik Hitlers, den er „Nero auf deutschem Thron“ nannte, beschrieb die Verbrechen der Nationalsozialisten an der Menschheit und verurteilte die NS-Repressalien gegen die Kirche. Die Anklageschrift warf ihm „hasserfüllte Greuelhetze gegen das Deutsche Reich, insbesondere den Führer“ vor. Vom Volksgerichtshof unter Vorsitz von Roland Freisler wurde Josef Pontiller am 15. Dezember 1944 in Berlin zum Tod verurteilt.
Das Urteil wurde am 9. Februar 1945 im Gefängnis München-Stadelheim mit dem Fallbeil vollstreckt.

## Gedenken
Am Innsbrucker Befreiungsdenkmal ist sein Name vermerkt. In der Krypta der Pfarrkirche von Dölsach wurde 2015 von Diözesanbischof Manfred Scheuer eine Gedenktafel enthüllt.